# 菊井通
菊井通（きくいどおり）は、名古屋市西区の地名。

## 歴史

### 沿革
- 1932年（昭和7年）8月1日 - 西区菊井町・馬喰町の各一部により、同区菊井通として成立[1]。
- 1934年（昭和9年）7月15日 - 一部が西区馬喰町に編入される[1]。
- 1936年（昭和11年）2月17日 - 大阪に本店を置く綿花紡績販売等の島田商店が、名古屋支店を設置[2]。
- 1941年（昭和16年）10月14日 - 一部が西区菊ノ尾通に編入される[3]。
- 1981年（昭和56年）8月23日 - 新道一丁目・新道二丁目・押切一丁目・菊井一丁目・菊井二丁目・浅間二丁目・那古野二丁目・名駅二丁目にそれぞれ編入され消滅[4]。

## 施設
- 名古屋精糖本社

## 道路
- 名古屋市道東志賀町線 - この地域付近では通称として菊井通と称される。[要出典]